# Alma Rosa Gaytán
Alma Rosa Gaytán es una pianista guatemalteca.
Se graduó en el Conservatorio Nacional de Música, y realizó estudios superiores en México y París (Francia), donde recibió un diploma de virtuosismo y ejecución por unanimidad y felicitación del jurado en la Escuela Normal de Música.
Posee varios títulos y diplomas, así como galardones otorgados por Guatemala, países de Europa, Centroamérica, México, Estados Unidos y América del Sur.
En 1991 recibió —junto a su esposo Néstor Arévalo, el Opus en Música" por la interpretación (por primera vez en su país) de las Diez sonatas para piano y violín (de Ludwig van Beethoven.
Ha sido designada por el Ministerio de Cultura de Guatemala para representar a su país en diferentes ocasiones, entre las cuales destacan la delegación oficial de la Primera Expocumbre de Cultura en la Segunda Cumbre Latinoamericana de Presidentes (realizada en Santiago de Chile en 1998), así como diversas giras de conciertos con el «Dúo Guatemala» a Europa, Estados Unidos, México, Centroamérica y América del Sur.
Gaytán es actualmente pianista titular de la Orquesta Sinfónica Nacional de Guatemala y del Coro de la Universidad de San Carlos.

## Discografía
- Música de Guatemala a través de los tiempos. Alma Rosa Gaytán: María Adela
- Música de Guatemala a través de los tiempos. Alma Rosa Gaytán: A mi amada
- Música de Guatemala a través de los tiempos. Alma Rosa Gaytán: Abstracción (disco single)
- Música de Guatemala a través de los tiempos. Alma Rosa Gaytán: Canción del pescador
- Música de Guatemala a través de los tiempos. Alma Rosa Gaytán: Danza n.º 3
- Música de Guatemala a través de los tiempos. Alma Rosa Gaytán: Electra
- Música de Guatemala a través de los tiempos. Alma Rosa Gaytán: Estudio en forma de marcha
- Música de Guatemala a través de los tiempos. Alma Rosa Gaytán: Festivo
- Música de Guatemala a través de los tiempos. Alma Rosa Gaytán: Fiesta de pájaros
- Música de Guatemala a través de los tiempos. Alma Rosa Gaytán: La mansión de los colibríes
- Música de Guatemala a través de los tiempos. Alma Rosa Gaytán: Lento y tristemente
- Música de Guatemala a través de los tiempos. Alma Rosa Gaytán: Mercedes
- Música de Guatemala a través de los tiempos. Alma Rosa Gaytán: Patitos de Amatitlán
- Música de Guatemala a través de los tiempos. Alma Rosa Gaytán: Pequeña balada para piano
- Música de Guatemala a través de los tiempos. Alma Rosa Gaytán: Preludio n.º 1 (allegro)
- Música de Guatemala a través de los tiempos. Alma Rosa Gaytán: Preludio n.º 2 (andante cantábile)
- Música de Guatemala a través de los tiempos. Alma Rosa Gaytán: Preludio n.º 4 (allegro)
- Música de Guatemala a través de los tiempos. Alma Rosa Gaytán: Remembranza
- Música de Guatemala a través de los tiempos. Alma Rosa Gaytán: Scherzo
- Música de Guatemala a través de los tiempos. Alma Rosa Gaytán: Sonatina op. 10

- Datos: Q5691706